# Baltimore Grand Prix
A Baltimore Grand Prix egy IndyCar Series verseny, amelyet a Marylandi Baltimore utcáin kialakított pályán rendeznek meg. Az alakuló Baltimore Grand Prix a tervek szerint része lesz a 2011-es IndyCar Series szezonnak.  A verseny a Labor Day hétvégéjén lesz megrendezve a futam az Inner Harbor-ban kialakított utcai pályán. A Baltimore Racing Development bejelentette azt is, hogy több évre szóló szerződést kötöttek az IndyCar Series-el..

## A pálya
A pálya 2.1 mi (3.4 km) hosszú.  A pálya célegyenese a Pratt Streeten az egyik Baltimore-i főúton és Sharp Street-en lesz. A pálya 12 kanyarból áll, köztük két hajtűkanyarral, a Light Streeten és a Lee Street-en. A leghosszabb egyenes a Pratt Street-től a Paca Street-en át a Calvert Street-ig tartó egyenes amely 0.5 mi (0.8 km).  A pályán 13 lelátó és 5 híd van.
A pálya elmegy olyan helyeken mint a Baltimore Convention Center, Innen Harbor és a Camden Yards.

## Menetrend

### Péntek, Szeptember 2.
A szabadedzéseket és az időmérőket bonyolítja le az IndyCar Series és az American Le Mans Series. Este pedig nagy koncert lesz.

### Szombat, Szeptember 3.
Az IndyCar Series befejezi az időmérőedzéseket. Az American Le Mans Series verseny ezen a napon kerül megrendezésre, ez lesz a nyolcadik futam a 2011-es ALMS szezonban. Ezen a napon egy másik nagy koncertre is sor kerül.

### Vasárnap, Szeptember 4.
Az IndyCar Series verseny megrendezésre kerül.

### Egyéb versenyek
A Firestone Indy Lights, a Star Mazda és a USF2000 bajnokságok is rendeznek versenyt, de még nem tudni, hogy mikor.

### Egyéb tevékenységek
A versenyek mellett lesznek koncertek és egyéb szorakoztató tevékenységek.

## Külső hivatkozások
- Hivatalos weboldal